# サン＝ヴァンサン＝デ＝ランド
サン＝ヴァンサン＝デ＝ランド （Saint-Vincent-des-Landes）は、フランス、ペイ・ド・ラ・ロワール地域圏、ロワール＝アトランティック県のコミューン。

## 地理

県におけるサン＝ヴァンサン＝デ＝ランドの位置

サン＝ヴァンサン＝デ＝ランドは、シャトーブリアンの南西12kmに位置する。
1999年にINSEEが作成した順位表によれば、サン＝ヴァンサン＝デ＝ランドは、都市化されていない農村型コミューンである。

## 人口統計
| 1962年 | 1968年 | 1975年 | 1982年 | 1990年 | 1999年 | 2006年 | 2012年 |
| ------ | ------ | ------ | ------ | ------ | ------ | ------ | ------ |
| 1424   | 1421   | 1414   | 1394   | 1437   | 1323   | 1415   | 1508   |

source=1999年までLdh/EHESS/Cassini、2004年以降INSEE